# Fanatic Crisis
Fanatic Crisis (jap. ファナティック・クライシス, zapis stylizowany: FANATIC◇CRISIS, a także skracany przez fanów do FtC) – japoński zespół rockowy pochodzący z Nagoi. W czasie swojej największej popularności znajdował się w „wielkiej czwórce zespołów visual kei” wraz z Malice Mizer, Shazną i La’cryma Christi.

## Historia
Zespół powstał w 1992 roku w Nagoi. FANATIC◇CRISIS wkroczyli na scenę Nagoya-kei wraz z innymi zespołami, takimi jak Kuroyume, Laputa i Rouage. W grudniu 1993 do zespołu dołączył gitarzysta Shun. W 1994 wydali swoje pierwsze demo zatytułowane Karma, a kilka miesięcy później wydali swój debiutancki, niezależny album Taiyou no Toriko w wytwórni Noir z perkusistą Tatsuyą. Ich brzmienie w tym okresie było określane jako mroczne i agresywne. Rok 1995 był rokiem zmian dla zespołu. Po tym, jak Tatsuya odszedł z zespołu były perkusista Of-J Tohru dołączył do nich, tworząc skład, który istniał aż do ich rozpadu. Wraz z pojawieniem się nowego członka zniknął mroczny image zespołu który, został zastąpiony bardziej popowym dźwiękiem. W tym czasie zespół wydał swój pierwszy singel Memories in White, a następnie pierwszy album MASK. Po wydaniu minialbumu Marble w listopadzie 1996 roku zespół rozpoczął drogę do podpisania kontraktu z wytwórnią major For Life Records. W sierpniu 1997 roku FANATIC◇CRISIS wydało swój debiutancki singel Super Soul, za pośrednictwem wytwórni For Life Records. Jednak niecałe 2 lata później, po wydaniu 2 albumów i 8 singli, zespół opuścił wytwórnię i powrócił jako zespół niezależny. W maju 2000 roku wydali singel 心に花を 心に棘を za pośrednictwem swojej wytwórni Sol Blade z pomocą dystrybucyjną Toshiba-EMI. We wrześniu wydano album EAS który, był znacznie bardziej ostry, ale utrzymywany w zgodzie z pop-rockowym stylem, który przyjęli. Jednak, jak wynika z ich singli, zawsze eksperymentowali z różnorodnymi stylami. Po prawie 13 latach działalności, 14 maja 2005, FANATIC◇CRISIS zagrali swój ostatni koncert w Tokyo Bay NK Hall.
W 2019 roku byli członkowie FANATIC◇CRISIS ujawnili datę oraz plakat specjalnego koncertu w sieciach społecznościowych pod nazwą FANTASTIC◇CIRCUS (specjalny projekt, który zostanie zaprezentowany w 2019).
W 2022 roku zespół powrócił na scenę, odbywając koncert z okazji 30-lecia zespołu w Hibiya Open-Air Concert Hall w Tokio.
W maju 2023 roku FANATIC◇CRISIS zorganizowli koncert „THE END OF 30th BOYS”, aby zakończyć obchody z okazji 30-lecia powstania zespołu.

## Członkowie
- Ishizuki Tsutomu (石月努) – wokal
- Kazuya (來堵) – gitara
- Shun – gitara
- Ryuji – gitara basowa
- Tohru (徹) – perkusja

### Byli
- Tasuya – perkusja

## Dyskografia

### Albumy
| Tytuł             | Informacje                                             |
| ----------------- | ------------------------------------------------------ |
| 太陽の虜          | - Wydany: 28 kwietnia 1995 - Wytwórnia: Noir           |
| Mask              | - Wydany: 7 stycznia 1996 - Wytwórnia: Noir            |
| Marble            | - Wydany: 25 listopada 1996 - Wytwórnia: Noir          |
| ONE -one for all- | - Wydany: 4 marca 1998 - Wytwórnia: For Life Records   |
| The.Lost.Innocent | - Wydany: 24 lutego 1999 - Wytwórnia: For Life Records |
| EAS               | - Wydany: 13 września 2000 - Wytwórnia: SOL BLADE      |
| POP               | - Wydany: 27 czerwca 2001 - Wytwórnia: SOL BLADE       |
| Beautiful World   | - Wydany: 6 grudnia 2001 - Wytwórnia: SOL BLADE        |
| 5                 | - Wydany: 10 lipca 2002 - Wytwórnia: SOL BLADE         |
| Neverland         | - Wydany: 2 lipca 2003 - Wytwórnia: SOL BLADE          |
| Marvelous+        | - Wydany: 28 lipca 2004 - Wytwórnia: SOL BLADE         |